# Vladimir Grigorev
Vladimir Grigorev (n. 8 august 1982, Șostka, RSS Ucraineană, URSS) este un sportiv ce a reprezentat Rusia, medaliat olimpic. A participat la 3 ediții ale Jocurilor Olimpice (2002, 2006, 2014) în care a câștigat o medalie de aur și o medalie de argint.